# Ruslan Mingazow
Ruslan Kamilýewiç Mingazow (in russo Руслан Камильевич Мингазов?, Ruslan Kamil'evič Mingazov; Aşgabat, 23 novembre 1991) è un calciatore turkmeno, centrocampista del Kitchee e della nazionale turkmena.

## Carriera

### Club
Nel 2008 gioca all'Aşgabat. Nel 2009 si trasferisce in Lettonia, allo Skonto. Nel 2014 si trasferisce in Repubblica Ceca, al Jablonec. Nel 2016 viene acquistato dallo Slavia Praga. In carriera ha giocato complessivamente 2 partite nei preliminari di Champions League e 4 partite nei preliminari di Europa League, nei quali ha anche segnato una rete.

### Nazionale
Ha debuttato in nazionale il 14 aprile 2009, in Maldive-Turkmenistan. Segna la sua prima rete con la maglia della nazionale due giorni dopo, in Bhutan-Turkmenistan.

## Statistiche

### Cronologia presenze in nazionale
| Cronologia completa delle presenze e delle reti in nazionale ― Turkmenistan | Cronologia completa delle presenze e delle reti in nazionale ― Turkmenistan | Cronologia completa delle presenze e delle reti in nazionale ― Turkmenistan | Cronologia completa delle presenze e delle reti in nazionale ― Turkmenistan | Cronologia completa delle presenze e delle reti in nazionale ― Turkmenistan | Cronologia completa delle presenze e delle reti in nazionale ― Turkmenistan | Cronologia completa delle presenze e delle reti in nazionale ― Turkmenistan | Cronologia completa delle presenze e delle reti in nazionale ― Turkmenistan |
| Data                                                                        | Città                                                                       | In casa                                                                     | Risultato                                                                   | Ospiti                                                                      | Competizione                                                                | Reti                                                                        | Note                                                                        |
| --------------------------------------------------------------------------- | --------------------------------------------------------------------------- | --------------------------------------------------------------------------- | --------------------------------------------------------------------------- | --------------------------------------------------------------------------- | --------------------------------------------------------------------------- | --------------------------------------------------------------------------- | --------------------------------------------------------------------------- |
| 09-01-2019                                                                  | Abu Dhabi                                                                   | Giappone                                                                    | 3 – 2                                                                       | Turkmenistan                                                                | Coppa d'Asia 2019 - 1º turno                                                | -                                                                           | 85’                                                                         |
| 13-1-2019                                                                   | Dubai                                                                       | Turkmenistan                                                                | 0 – 4                                                                       | Uzbekistan                                                                  | Coppa d'Asia 2019 - 1º turno                                                | -                                                                           |                                                                             |
| 17-1-2019                                                                   | Abu Dhabi                                                                   | Oman                                                                        | 3 – 1                                                                       | Turkmenistan                                                                | Coppa d'Asia 2019 - 1º turno                                                | -                                                                           | 68’                                                                         |
| Totale                                                                      |                                                                             | Presenze                                                                    | 3                                                                           |                                                                             | Reti                                                                        | 0                                                                           |                                                                             |

## Palmarès
- Campionato ceco: 1

Slavia Praga: 2016-2017
- Coppa della Repubblica Ceca: 1

Slavia Praga: 2017-2018